# Emil Hansson (Fußballspieler)
Emil Hansson (* 15. Juni 1998 in Bergen, Norwegen) ist ein norwegisch-schwedischer Fußballspieler. 
Er spielte in seiner Jugend bei Brann Bergen in Norwegen und zwischenzeitlich in Schweden bei Kalmar FF, bevor er im Sommer 2015 in die Niederlande zu Feyenoord Rotterdam wechselte. Hansson sammelte bei Feyenoord seine ersten Erfahrungen in der Eredivisie und verbrachte die Saison 2018/19 schließlich auf Leihbasis bei der in der Eerste Divisie spielenden RKC Waalwijk. Im Sommer 2019 folgte der Wechsel nach Deutschland zu Hannover 96 aus der 2. Bundesliga, kehrte aber nach nur wenigen Monaten in die Niederlande – auf Leihbasis – zu RKC Waalwijk zurück. Emil Hansson blieb in der Folge im Land und spielte anderthalb Jahre für Fortuna Sittard und stand seit Januar 2022 bei Heracles Almelo unter Vertrag, bevor er im Sommer 2024 zu Birmingham City wechselte. Des Weiteren war er in seiner Karriere sowohl norwegischer als auch schwedischer Nachwuchsnationalspieler.

## Karriere

### Verein
Hansson, Sohn einer Norwegerin und des ehemaligen schwedischen Fußballspielers Patrik Hansson (* 1969), begann mit dem Fußballspielen in seiner Geburtsstadt bei Brann Bergen und wechselte zur Saison 2013 in die Jugendmannschaften des schwedischen Erstligisten Kalmar FF, bei dem sein Vater Co-Trainer war. Nach einem halben Jahr kehrte er zu Brann Bergen zurück. Er stieg zur Saison 2014 in die erste Mannschaft auf, für die er ab April 2015 in der Saison 2015 zweimal eingesetzt wurde.
Er wechselte danach in die Niederlande in die Jugendakademie von Feyenoord Rotterdam. Er kam zu Einsätzen in der A-Jugend und gab im März 2017 in der Saison 2016/17 sein Debüt in der Eredivisie. Für die Profimannschaft kam er in dieser Saison zu insgesamt zwei Einsätzen, während er weiterhin für die A-Jugend und die Reservemannschaft spielte; die Profis wurden zum Ende der Saison niederländischer Meister. Eine Saison später kam er zu elf Einsätzen für die Reserve und spielte jeweils einmal für die Profis im KNVB-Beker und in der Liga; zum Ende der Saison wurde Feyenoord Rotterdam in der Eredivisie Dritter und gewann den Pokal. Im Juli 2018 wechselte Hansson leihweise in die zweite Liga zu RKC Waalwijk. Mit zwölf Toren von Hansson in 35 Punktspielen qualifizierte sich der Verein über den neunten Platz in der Abschlusstabelle für die erste Runde in den Auf- und Abstiegs-Play-offs; mit einem Tor in sechs Spielen trug Hansson zum Aufstieg in die Eredivisie bei. Danach kehrte er zunächst zu Feyenoord Rotterdam zurück.
Im August 2019 wechselte er nach Deutschland zum Zweitligisten Hannover 96 und unterschrieb einen Vertrag mit einer Laufzeit von drei Jahren. Hansson kam, meist als Außenstürmer, regelmäßig zum Einsatz, hatte aber nur dreimal in der Startelf gestanden. In der Wintertransferperiode der Saison 2019/20 kehrte er daher in die Niederlande zurück und schloss sich auf Leihbasis RKC Waalwijk an. Bei der RKC erkämpfte sich Hansson einen Stammplatz als linker Außenstürmer, und kam – als Startelfspieler – zu sieben Einsätzen (ein Tor), ehe die Spielzeit nach dem 26. Spieltag infolge der COVID-19-Pandemie abgebrochen wurde. Zu diesem Zeitpunkt war Waalwijk Tabellenletzter, konnte aber aufgrund der Aussetzung von Abstiegen die Klasse halten.
Anfang Juni 2020 kommunizierte Hannover 96, dass Hansson nicht in den Kader zurückkehren würde, sondern zur Saison 2020/21 innerhalb der Eredivisie fest zu Fortuna Sittard wechselt. Bei diesem Verein unterschrieb einen Vertrag für vier Jahre. Hansson kam in der Gemeinde Sittard-Geleen in der Provinz Limburg überwiegend als linker Außenstürmer zum Einsatz und spielte regelmäßig, hatte aber mit nur 17 Startelfmandaten – insgesamt lief er in 32 Punktspielen auf – aber keinen Stammplatz inne. Bis einschließlich dem zehnten Spieltag war Fortuna Sittard in dieser Saison nicht höher als dem 16. Rang platziert, konnte aber mit dem elften Platz den Klassenerhalt schaffen. In der Hinrunde der folgenden Spielzeit war Hansson zunächst als rechter Außenstürmer Stammspieler, fand sich in der Folge allerdings öfters auf der Ersatzbank wieder. Ende August 2022 folgte schließlich der Wechsel zu Heracles Almelo, wo er einen Vertrag bis Sommer 2024 – kann durch eine Option um ein weiteres Jahr verlängert werden – unterschrieb. Hansson spielte ab Spieltag 22 in jeder Partie, war aber nicht oft erste Wahl. Heracles Almelo rutschte am letzten Spieltag durch eine 1:3-Niederlage gegen Sparta Rotterdam auf den 16. Tabellenplatz und musste somit in die Auf-und-Abstiegs-Play-offs. Im Halbfinale traf der Verein auf Excelsior Rotterdam und verlor dabei sowohl das Hinspiel (0:3) als auch das Rückspiel (1:3), womit sie in die Eerste Divisie abstiegen. In der darauffolgenden Saison gelang Hansson mit Almelo der direkte Wiederaufstieg.
Am 5. Juli 2024 wurde bekannt, dass Hansson zu Birmingham City wechselt und dort einen Dreijahresvertrag unterzeichnet.

### Nationalmannschaft
Hansson absolvierte elf Partien für die schwedische U17-Nationalmannschaft, entschied sich später allerdings für Einsätze für die norwegischen Auswahlmannschaften. In der Folge absolvierte er zehn Partien für die norwegische U16-Nationalelf sowie elf für die U17, 4 für die U18-Nationalmannschaft sowie sechs für die U19-Nationalelf.
Im Dezember 2018 entschied sich Hansson endgültig für die schwedischen Auswahlmannschaften und spielte am 22. März 2019 im Testspiel im spanischen Marbella gegen Russland erstmals für die schwedische U21.

## Erfolge
Feyenoord Rotterdam
- Niederländischer Meister: 2017
- Niederländischer Pokalsieger: 2018
- Niederländischer Superpokalsieger: 2018